# Plougras
 Plougras  (en bretón Plougraz) es una población y comuna francesa, situada en la región de Bretaña, departamento de Côtes-d'Armor, en el distrito de Lannion y cantón de Plouaret.

## Demografía
| 725 | 670 | 592 | 530 | 498 | 494 | 465 |
| Para los censos de 1962 a 1999 la población legal corresponde a la población sin duplicidades (Fuente: INSEE [Consultar]) |     |     |     |     |     |     |